# Conan le Guerrier
Conan le Guerrier (titre original : Conan the Warrior) est un recueil de nouvelles, signé par Robert E. Howard, narrant les aventures du personnage de Conan le Barbare. Il s'agit du sixième tome de la vaste anthologie dirigée par Lyon Sprague de Camp et Lin Carter au milieu des années 1960. Il fait directement suite au volume intitulé Conan l'Aventurier, bien que les nouvelles n'aient que des liens très ténus entre elles. Il s'agit également du premier volume dans la série des huit tomes de la saga Conan qui ne fut pas retouché par Sprague de Camp et qui contient, par conséquent, uniquement des nouvelles originales. Les seuls ajouts de Sprague de Camp sur cette édition sont l'introduction ainsi qu'un petit paragraphe avant chaque nouvelle situant celle-ci dans la saga complète.

## Éditions françaises
- Aux éditions J.-C. Lattès, en mars 1981[1].
- Aux éditions J'ai lu, en décembre 1986.  (ISBN 2-277-22120-1)

## Nouvelles
(Présentées dans l'ordre retenu dans l'édition originale)
1. Les clous rouges - Howard (Red Nails)
2. Les joyaux de Gwahlur - Howard (Jewels of Gwahlur)
3. Au-delà de la rivière Noire - Howard (Beyond the Black River)